# Alessandro Carrera
Alessandro Carrera (Lodi, 23 giugno 1954) è un poeta, saggista, traduttore e cantautore italiano.
Dal 2001 insegna Letteratura italiana e comparata e cinema alla University of Houston, in Texas. Dal 2024 è Direttore del Department of Modern and Classical Languages. Ha pubblicato raccolte di poesie, racconti, romanzi, saggi e libri di letteratura, filosofia, musica, cinema, arte e giornalismo. Dal 2019 dirige la rivista semestrale «Gradiva. International Journal of Italian Poetry» (Olschki, Firenze).

## Biografia
Alessandro Carrera è nato a Lodi, Lombardia, Italia nel 1954. Ha frequentato il Liceo ginnasio statale Giosuè Carducci e l'Università degli Studi di Milano. Nel 1980, si è laureato in Filosofia teoretica con una tesi sull’estetica del rapporto tra poesia e musica, specialmente in Arnold Schönberg. Dal 1975 al 1982 ha lavorato come addetto stampa per l’etichetta indipendente Cooperativa l'Orchestra e ha svolto l’attività di folksinger e cantautore.
Ha iniziato la sua carriera nel 1975 con un repertorio che rifletteva lo stile politicizzato del tempo. Con Giorgio Lo Cascio e Mario De Luigi ha realizzato Punto a capo
(1978, Vinyl) -  Discogs (Divergo 1978), un album sul decimo anniversario delle rivolte del 1968. Nello stesso anno ha partecipato al Tübingen Folk Festival in Germany e al Club Tenco a Sanremo
Premio Tenco con lo spettacolo Punto a capo (basato sull’album).
Ha scritto canzoni per i gruppi di Moni Ovadia e nel 1981 ha pubblicato il suo album, Le cartoline (1981, Vinyl) -  Discogs (L’Orchestra 1981). Dal 1982 al 1987 Carrera ha insegnato in scuole medie e superiori ed è stato direttore editoriale di varie riviste di divulgazione scientifica e culturale presso le Edizioni Riza SpA e le Edizioni Natura.
Nel 1987 si è trasferito negli Stati Uniti come Lettore d’italiano, posizione sponsorizzata dal Ministero degli affari esteri e della cooperazione internazionale. Ha insegnato Lingua e Letteratura Italiana alla University of Houston (1987-1991) e alla McMaster University a Hamilton, Ontario, Canada (1992-1994). Dal 1995 al 2001, sempre come Lettore d’Italiano, ha insegnato alla New York University, in altre università di New York e del New Jersey, e ha organizzato eventi letterari per conto dell’Istituto Italiano di Cultura di New York.
Nel 2001 è stato assunto dalla University of Houston come direttore del programma di Italian Studies. Nel 2010 è stato nominato professore ordinario e Direttore del Master in World Cultures and Literatures. Nel 2016 ha ricevuto un “Ph.D. for Publications in Music, Media, and Humanities” dalla University of Huddersfield UK. Nel 2018 gli è stata conferita la Moores Professorship alla University of Houston. È anche Visiting Professor alla Università IULM, Milano (per il Master in Editoria e produzione musicale) e all’Università degli Studi di Brescia. Dal settembre 2024 è Direttore del Department of Modern and Classical Languages  alla University of Houston (uh.edu).

## Produzione letteraria e accademica
Il primo libro di Alessandro Carrera, Musica e pubblico giovanile (1980) ha investigato l’impatto della music rock inglese e americana sulla cultura italiana. Durante gli anni ’80, Carrera ha scritto di musica classica e popular music per riviste accademiche e riviste di più larga diffusione. Dopo il suo trasferimento negli Stati Uniti (1987) ha iniziato a scrivere di letteratura e filosofia e a pubblicare poesia e narrativa. Il suo romanzo breve, La vita meravigliosa dei laureati in lettere (2002) è stato ristampato varie volte. Carrera ha anche svolto una significativa attività come traduttore e dopo il 2000 i suoi scritti sulla musica si sono concentrati sulla musica folk e pop, italiana e americana. Come studioso del fenomeno Dylan e autore di La voce di Bob Dylan (2001, 2011, 2021), Carrera è stato invitato al primo convegno internazionale su Bob Dylan (MUSIC SYMPOSIUM: “Highway 61 Revisited: Dylan’s Road from Minnesota to the World”, Grand Forks Herald | Grand Forks, East Grand Forks news, weather & sports 25-27 marzo 2007, Weisman Art Museum alla University of Minnesota, Minneapolis, MN) ed è membro del comitato editoriale di The Dylan Review. Ha tradotto in italiano e annotato tutte le canzoni e le prose di Dylan, ha tradotto Popism di Andy Warhol e vari romanzi di Graham Greene (scrittore). Come studioso di filosofia italiana contemporanea, Carrera ha curato l'edizione inglese di opere di Massimo Cacciari, Emanuele Severino e Carlo Sini. Dal 2019 è direttore del semestrale «Gradiva. International Journal of Italian Poetry» (Olschki, Firenze) GRADIVA | Casa editrice Leo S. Olschki.

## Opere

### Saggistica
- Musica e pubblico giovanile. L'evoluzione del gusto musicale dagli anni Sessanta ad oggi, collana I nuovi testi 221, Milano, Feltrinelli economica, 1980.
  -  Musica e pubblico giovanile. L'evoluzione del gusto musicale dagli anni Sessanta agli anni Ottanta, collana Odoya cult music 32, Bologna, Odoya, 2014, ISBN 978-88-6288-264-4.
- L'esperienza dell'istante. Metafisica, tempo, scrittura, collana Tessitori contemporanei 5, Milano, Lanfranchi, 1995, ISBN 88-363-0063-4.
- Giacomo Leopardi poeta e filosofo, Fiesole, Cadmo, 1999, ISBN 88-7923-197-9.
- Filippo La Porta, Alessandro Carrera [et al.], Il dovere della felicità, collana I saggi 162, Bergamo, Baldini & Castoldi, 2000, ISBN 88-8089-812-4.
- Il principe e il giurista. Giuseppe Tomasi di Lampedusa e Salvatore Satta, collana Incipit 3, prefazione di Allen Mandelbaum, Roma, [Pieraldo], 2001, ISBN 88-85386-49-0.
- La voce di Bob Dylan. Una spiegazione dell'America, collana Varia, Milano, Feltrinelli, 2001, ISBN 88-07-49012-9.
  -  La voce di Bob Dylan. Una spiegazione dell'America, Monza, Biblioteca italiana per i ciechi, 2004.
  -  La voce di Bob Dylan. Una spiegazione dell'America, collana Universale economica 2266, Milano, Feltrinelli, 2011, ISBN 978-88-07-72266-0.
  -  La voce di Bob Dylan. Una spiegazione dell'America, collana Universale economica 8935, Milano, Feltrinelli, 2017 (2ª ed.), ISBN 978-88-07-88935-6.
  -  La voce di Bob Dylan. Un racconto dell'America, collana Varia, Milano, Feltrinelli, 2021, ISBN 978-88-07-49304-1.
- Lo spazio materno dell'ispirazione. Agostino, Blanchot, Celan, Zanzotto, collana Il confronto 22, Fiesole, Cadmo, 2004, ISBN 88-7923-302-5.
- Alessandro Carrera e Alessandro Vettori, Binding the Lands: Present Day Poets, Present Day Poetry, Fiesole, Cadmo, 2004, ISBN 88-7923-317-3.
- [et al.], Carlo Michelstaedter. Un'introduzione, a cura di Luca Perego, Erasmo Silvio Storace e Roberta Visone, collana Studi 5, Milano, Albo versorio, 2005, ISBN 88-89130-07-5.
- I poeti sono impossibili. Come fare il poeta senza diventare insopportabile, collana Gli speciali 1, Roma, Il Filo, 2005, ISBN 88-7842-259-2.
  -  I poeti sono impossibili. Come fare il poeta senza diventare insopportabile, collana Nŭmerŭs 65, Bologna, Sossella, 2016, ISBN 978-88-97356-34-9.
- Alessandro Carrera e Thomas Simpson, La luce migliore. Poeti americani in Italia, in Rhytmós, 4, Milano, Medusa, 2006, ISBN 88-7698-045-8.
- La consistenza del passato. Heidegger, Nietzsche, Severino, collana Argonauti 31, Milano, Medusa, 2007, ISBN 978-88-7698-119-7.
- L'America. Al bivio della democrazia, collana Polis, Roma, Vertigo, 2008, ISBN 978-88-6206-016-5.
- La consistenza della luce. Il pensiero della natura da Goethe a Calvino, collana Campi del sapere, Milano, Feltrinelli, 2010, ISBN 978-88-07-10455-8.
- La distanza del cielo. Leopardi e lo spazio dell'ispirazione, collana Le porpore 55, Milano, Medusa, 2011, ISBN 978-88-7698-225-5.
- Il ricatto del godimento. Contributo a un'antropologia italiana, collana Questo è quel mondo 7, Verona-Bolzano, QuiEdit, 2012, ISBN 978-88-6464-144-7.
- Il corpo tra volontà e rappresentazione. Schopenhauer, Nietzche, Bloch, collana I quaderni di Nuova prosa 3, Milano, Greco&Greco Editori, 2015, ISBN 978-88-7980-714-2.
- La ballata del Nobel. Bob Dylan a Stoccolma, collana Nŭmerŭs 69, Roma, Luca Sossella, 2017, ISBN 978-88-97356-45-5.
- Benedetto Croce in Texas. Storie di filosofia italiana in Nord America, collana I libri di QuiLIbri 2, Bergamo, Moretti & Vitali, 2017, ISBN 978-88-7186-701-4.
- La memoria delle canzoni. Popular music e identità italiana, collana Crinali 10, Pasturana, Puntoacapo, 2017, ISBN 978-88-6679-083-9.
- Filosofia del minimalismo. La musica e il piacere della ripetizione, collana Università di Milano IULM. Collana di saggi del master Editoria e produzione musicale, Monza, Casa Musicale Eco, 2018, ISBN 978-88-6053-566-5.
- Il colore del buio, collana Icone, Bologna, Il Mulino, 2019, ISBN 978-88-15-28417-4.
- Fellini’s Eternal Rome: Paganism and Christianity in the Films of Federico Fellini, London UK, Bloomsbury, 2019, ISBN 978-1-4742-9761-5.
- Il principe e il giurista. Giuseppe Tomasi di Lampedusa e Salvatore Satta, collana Quaderni di diritto e letteratura 3, Napoli, [Edizioni Scientifiche Italiane], 2020, ISBN 978-88-495-4036-9.
- Fellini, o della vita eterna. Da Gelsomina a Mastorna, Milano, MC edizioni, 2020, ISBN 978-88-31369-09-1.
- Anatomia degli Sati Uniti. Diario di un amore difficile, collana Nŭmerŭs 108, Roma, Luca Sossella, 2021, ISBN 978-88-322-3175-5.
- Maria Anita Stefanelli, Alessandro Carrera, Fabio Fantuzzi, Bob Dylan and the Arts: Songs, Film, Painting, and Sculpture in Bob Dylan’s Universe, Roma, Edizioni di Storia e Letteratura, 2021, ISBN 978-88-9359-397-7.
- Sapere, collana Parole controtempo, Bologna, Il Mulino, 2022, ISBN 978-88-15-29992-5.
- Polvere di stelle. Dall’armonia delle sfere ai concerti negli stadi, collana Musica contemporanea, Sesto San Giovanni, Mimesis, 2023, ISBN 979-12-2230-074-0.
- I vecchi, i giovani e gli strani. Biden, Harris, Trump e il destino del mondo,, collana Nŭmerŭs 144, Roma, Sossella, 2024, ISBN 979-12-5998-079-3..

### Poesia
- La resurrezione delle cose. Poesie 1977-1987, Vignate, Federico Ceratti, 1988.
- La ricerca della maturità. In una premessa e ventuno episodi, Udine, Campanotto, 1992.
- La sposa perfetta. Un libro in due lingue [The perfect bride], collana Fuoricasa 6, Castel Maggiore, Book, 1997, ISBN 88-7232-251-0.
- L'amore del secolo. Un paesaggio verbale [testo inglese a fianco], collana Fuoricollana 5, Castel Maggiore, Book, 2000, ISBN 88-7232-346-0.
- Lode all'isterica e altre dichiarazioni d'amore, collana Lenuvole 69, Faenza, Mobydick, 2000, ISBN 88-8178-149-2.
- La stella del mattino e della sera. Prefazione di Carlo Sini, Roma, Il Filo, 2006, ISBN 978-88-7842-618-4.
- Poesie per paraurti, collana Lenuvole 168, Faenza, Mobydick, 2012, ISBN 978-88-8178-495-0.
- Beato chi scrive, collana Poeti.com, Roma, Nottetempo, 2016, ISBN 978-88-7452-628-4.
- Songs of Purgatory, Mount Sinai, NY, Gradiva Publications, 2020, ISBN 1-892021-77-3.
- Il tempo dei morti. Mistero di voci. Prefazione di Franco Nasi  con una conversazione dell’autore con Andrea Bajani, Bergamo, Moretti & Vitali, 2022, ISBN 978-88-7186-886-8.

### Narrativa
- La torre e la pianura. Quattro memorie, collana Zeta narrativa 41, Pasian di Prato, Campanotto, 1994.
- [et al.], La stagione della strega e altri racconti, Reggio Emilia, Diabasis, 1998.
- A che punto è il Giudizio Universale, collana I libri dello Zelig 84, Faenza, Mobydick, 1999, ISBN 88-8178-093-3.
- Skyline, collana Pretesti 368, San Cesario di Lecce, Manni, 2009, ISBN 978-88-6266-160-7.
- La vita meravigliosa dei laureati in lettere, collana Il divano 203, Palermo, Sellerio, 2002; 2003 (3ª ed.); 2003 (4ª ed.); 2005 (6ª ed.), ISBN 88-389-1823-6.
- Librofilia, collana Extra, Milano, Cairo, 2010, ISBN 978-88-6052-318-1.
- Lo studente di medicina, collana Passigli narrativa, Firenze, Passigli, 2021, ISBN 978-88-368-1807-5.

## Premi
- 1993: Premio Internazionale Eugenio Montale, Roma (poesia - sezione inediti)
- 1998: Premio Arturo Loria, Carpi (racconti)
- 2006: Premio Attilio Bertolucci, Parma (per la critica)
- 2019: Premio Flaiano, Pescara (per l'italianistica all'estero)
- 2022: Premio alla carriera per la traduzione Festival Internazionale di Poesia Civile | Associazione Il Ponte, Vercelli e Fondazione Achille Marazza, Borgomanero (NO)

## Discografia

### Album
- 1978: Punto e a capo (album) (Divergo, 5335 519; con Giorgio Lo Cascio e Mario De Luigi)
- 1981: Le cartoline (L'Orchestra, OLPS 55012)

### Singoli
- 1981: Piazza S. Ambrogio/Aznavour (L'Orchestra, OLPN 802)

### Streaming
- 2020: Songs of Purgatory (16 canzoni in streaming su Gradiva publications  )

### Varie
- 1979: La Fortezza (testo di A. Carrera, musica di A. Carrera, Maurizio Dehò, Alfredo Lacosegliaz e Dino Mariani) in Gruppo Folk Internazionale, Il nonno di Jonni (L'Orchestra, OLPS 55001).
- 1995: Seeing Things, Hearing Voices (testo di A. Carrera, musica di Toni Rusconi) in Toni Rusconi, Vo[i]ces (VM Boxes, CD 114).
- 2016: Everybody (registrata da Maria Colegni nel 1982), nel CD accluso a Maria Colegni, Voglio vedere come va a finire… (Milano, Edizioni Er).